# Osman Abdel Hafeez
Osman Abdel Hafeez (30 de marzo de 1917-14 de agosto de 1958) fue un deportista egipcio que compitió en esgrima, especialista en la modalidad de florete. Ganó tres medallas de bronce en el Campeonato Mundial de Esgrima entre los años 1949 y 1951.

## Palmarés internacional
| Campeonato Mundial | Campeonato Mundial  | Campeonato Mundial | Campeonato Mundial  |
| Año                | Lugar               | Medalla            | Prueba              |
| ------------------ | ------------------- | ------------------ | ------------------- |
| 1949               | El Cairo (Egipto)   | Medalla de bronce  | Florete por equipos |
| 1950               | Montecarlo (Mónaco) | Medalla de bronce  | Florete por equipos |
| 1951               | Estocolmo (Suecia)  | Medalla de bronce  | Florete por equipos |